# Gyrocarpus americanus
El cedro blanco (Gyrocarpus americanus) es un árbol de la familia Hernandiaceae que tiene una distribución pantropical. También se le llama quitlacoctli, volador y árbol helicóptero.

## Clasificación y descripción
Árboles o arbustos caducifolios de 8 hasta 15 m de alto, aunque puede alcanzar los 30 m de altura, en algunas regiones de Centroamérica, tronco de 40 a 80 cm de diámetro. Ramas un poco torcidas y quebradizas. Corteza gris claro a verde o plateada, lisa a un poco agrietada en adultos. Hojas: simples, alternas, dispuestas hacia las partes terminales de las ramas, con pecíolos de 4 a 42 cm de largo, ascendentes, a veces cubiertos de pelillos finos. Lámina redondeada de 5 a 38 cm de diámetro, pero generalmente dividida en 3-5 lóbulos palmeados de punta larga; haz verde oscuro y envés verde claro, ambas superficies finamente pubescentes. Flores hermafroditas, verdosas a verde amarillentas, en panículas terminales, ramificadas, con muchas flores machos y pocas flores hembras y bisexuales. Infrutescencias péndulas, flexuosas. Fruto tipo sámara con base redonda a elíptica, 1.5 a 2 cm de largo con dos alas de 7-8.5 cm de largo, angostas en la base y más anchas hacia el ápice. Semilla de 1.6 a 1.9 cm de largo.  Frutos péndulos, ovoides, de 1.7 a 2 cm de largo x 1.4 a 1.7 cm de ancho, glabriúsculosa puberulentos, con alrededor de 8 costillas inconspicuas y de textura finamente reticulada-constreñida cuando secos, con 2 alas formadas por 2 de los tépalos (en ocasiones con una tercera abortiva), acrescentes, oblongo-espatuladas, de 6-10 cm de largo x 1-2 cm de ancho en la parte distal y de 0.3-0.5 cm de ancho en la basal, glabras hacia el ápice y glabriúsculas a puberulentas hacia la base, de color verde claro hasta pardo oscuro grisáceo; Oblongo eleipsoide, testa coriácea,  una semilla por fruto.

## Distribución
Se distribuye del sur de México hasta Centroamérica. En Centroamérica se localiza en El Salvador, Honduras y Nicaragua.  En países Sudamericanos como Colombia y Venezuela.  En México, se localiza en los estados de Oaxaca, Puebla y Chiapas. También se tiene registros de su distribución en los estados de Sinaloa, Nayarit, Jalisco, Michoacán, Colima, Guerrero y Yucatán.

## Ambiente
Es una especie que se distribuye por todo el mundo tropical caducifolio, considerada como especie pionera de bosque seco, con densidades mayores en sitios pedregosos, claros de bosques secos, siendo una de las especies más comunes en bosques secos fuertemente intervenidos y secundarios. Se adapta en condiciones de precipitaciones de 600 hasta 2000 mm anuales, en suelos ligeramente ácidos y alcalinos, pedregosos, con buen drenaje y pueden establecerse en pendientes ligeras y fuertes.

## Estado de conservación
Es una especie de uso local, con gran potencial para rehabilitación de áreas deforestadas de los bosques caducifolios. No obstante, en México no se encuentra en ninguna categoría de protección de la NOM059. Tampoco está en alguna categoría en la lista roja de la IUCN (International Union for Conservation of Nature). Ni en CITES (Convención sobre el Comercio Internacional de Especies Amenazadas de Fauna y Flora Silvestres).